# Kevyn Ista
Kevyn Ista, né le 22 novembre 1984 à Auvelais, est un coureur cycliste belge, professionnel entre 2015 et 2020. Spécialiste des classiques, il a notamment remporté la Route Adélie en 2008 et terminé deuxième du Circuit Het Nieuwsblad en 2009.

## Biographie

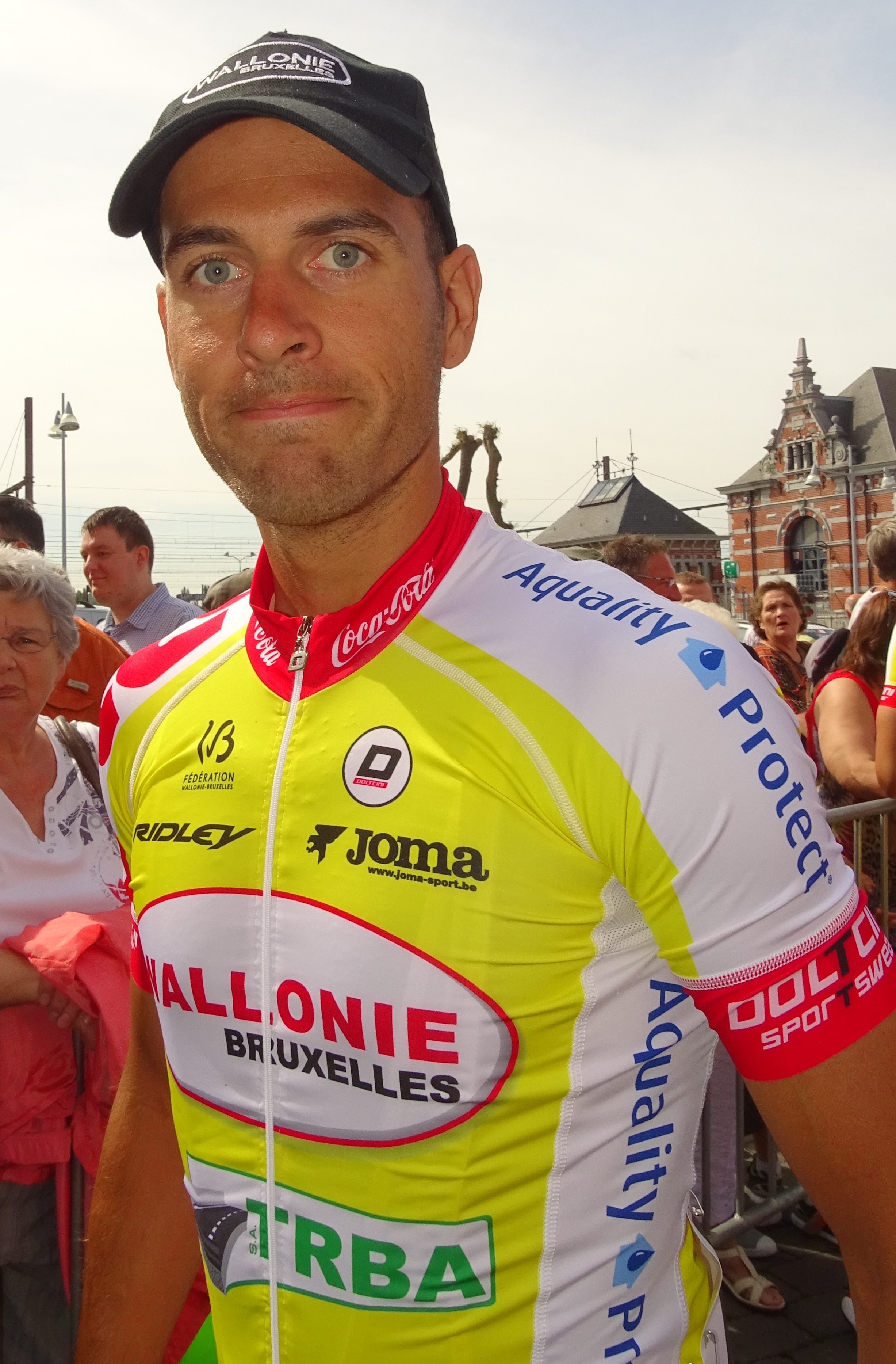
Kevyn Ista lors du départ du Grand Prix Pino Cerami 2015 à Saint-Ghislain.

Kevyn Ista naît à Auvelais le 22 novembre 1984. Plusieurs membres de sa famille, dont son père, ont pratiqué le sport cycliste ; l'une de ses arrière-grand-mères, Georgette Hannot, a été championne de Belgique. Kevyn Ista pratique le football de 5 à 14 ans, à Moustier-sur-Sambre puis à Mettet. Attiré vers le cyclisme par le VTT, il s'inscrit en 1999 à l'ACC Bodart, dirigé par Émile Bodart. Il remporte sa première course le 5 mars 2000 à Rotheux-Rimière. Il gagne à vingt reprises cette année-là, dont le championnat provincial, qu'il remporte également lors de ses deux années chez les juniors. Il intègre la catégorie espoirs en 2003 avec l'équipe d'Affligem, dans laquelle il est arrivé l'année précédente. En 2004, il rejoint le Team Storez Vz Ath, avec lequel il remporte notamment le Zesbergenprijs d'Harelbeke et le championnat de Wallonie.
Kevyn Ista devient professionnel en 2005 chez RAGT Semences. En 2006, il rejoint le VC Roubaix-Lille Métropoole, avant de rejoindre en cours d'année l'équipe continentale amateur Pôle Continental Wallon Bergasol-Euro Millions où il restera jusqu'en 2007. Il signe pour l'équipe cycliste Agritubel en 2008. En 2010, il quitte Agritubel qui n'a pas retrouvé de repreneur pour Cofidis.
En 2012, il fait partie de l'équipe Accent Jobs-Willems Veranda's. De 2013 à 2015, il est membre de IAM, suivi de deux ans pour Wallonie-Bruxelless. En 2017, il signe un contrat avec WB-Veranclassic-Aqua Protect. 
Lors de l'Étoile de Bessèges 2018, il est contrôlé positif à un diurétique, le furoméside. Il est suspendu à titre provisoire par son équipe en attendant le verdict de l'Union cycliste internationale (UCI). Le coureur a pu prouver l’origine non-intentionnelle des traces de ce diurétique  dans son organisme, destiné à traiter les œdèmes d’origine cardiaque ou rénale et le traitement de l’hypertension. Il s'en sort avec une simple réprimande de l'UCI et une annulation de ses résultats sur l'Étoile de Bessèges. En août 2018, il termine cinquième du Grand Prix de la ville de Zottegem et de la Coupe Sels.
À l'issue de la saison 2020, il met un terme à sa carrière à 36 ans.
Il devient directeur sportif dans l'équipe Bingoal WB Development Team entre 2021 et 2023.

## Palmarès sur route

### Par années
- 2001
  - 2e de Ledegem-Kemmel-Ledegem
- 2004
  - Champion de Wallonie
  - Zesbergenprijs Harelbeke
  - 4e étape du Tour de Namur
- 2006
  - Tour des Flandres espoirs
  - Grand Prix de la ville de Vilvorde
- 2007
  - Vainqueur de la Topcompétition
  - Champion de Wallonie
  - Challenge de Hesbaye
  - Trofee van Haspengouw
  - 2e étape du Tour de Namur
  - Zellik-Galmaarden
  - 2e du championnat de Belgique du contre-la-montre élites sans contrat
  - 3e du Triptyque des Monts et Châteaux
  - 3e du Triptyque ardennais
- 2008
  - Route Adélie
  - 2e du Samyn
  - 2e du Tour du Poitou-Charentes
- 2009
  - 3e étape du Tour méditerranéen
  - 2e du Circuit Het Nieuwsblad
  - 2e des Trois Jours de Flandre-Occidentale
- 2011
  - 2e du Samyn
- 2012
  - 2e du Grand Prix Impanis-Van Petegem
- 2015
  - 3e du Grand Prix de la ville de Nogent-sur-Oise

### Classements mondiaux
| Année           | 2005 | 2006 | 2007 | 2008 | 2009 | 2010 | 2011 | 2012 | 2013 | 2014 |
| --------------- | ---- | ---- | ---- | ---- | ---- | ---- | ---- | ---- | ---- | ---- |
| UCI Europe Tour | 644e | 381e | 233e | 29e  | 53e  | 172e | 239e | 101e | nc   | 866e |

## Palmarès sur piste

### Championnats nationaux
- 2002
  -  Champion de Belgique de la course aux points juniors
  -  Champion de Belgique de vitesse juniors
  - 2e du championnat de Belgique du scratch juniors
  - 3e du championnat de Belgique du kilomètre juniors